# Phragmipedium richteri
Phragmipedium richteri är en orkidéart som beskrevs av Jürgen Roeth och Olaf Gruss. Phragmipedium richteri ingår i släktet Phragmipedium och familjen orkidéer.
Artens utbredningsområde är Peru. Inga underarter finns listade i Catalogue of Life.

## Bildgalleri

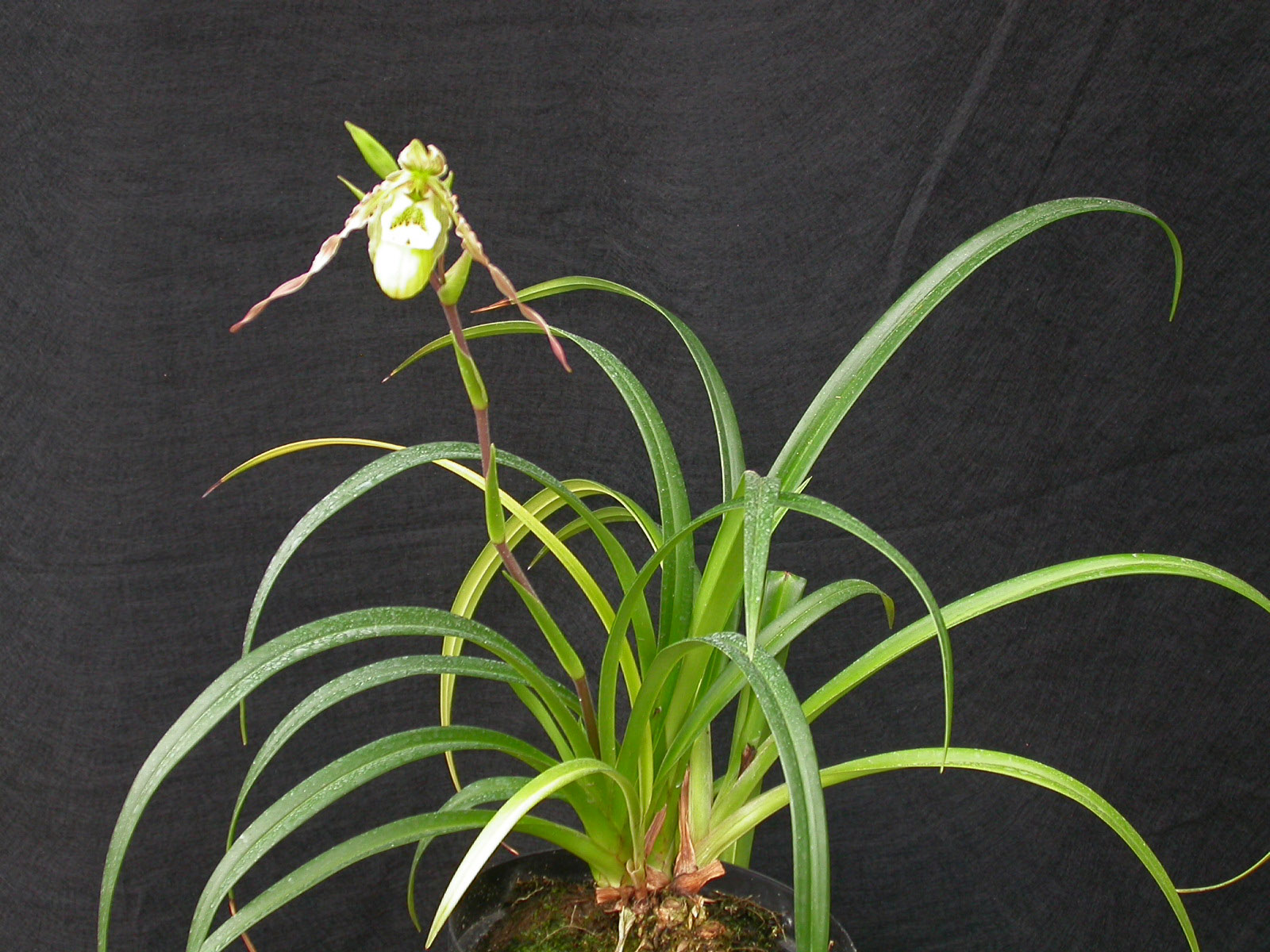
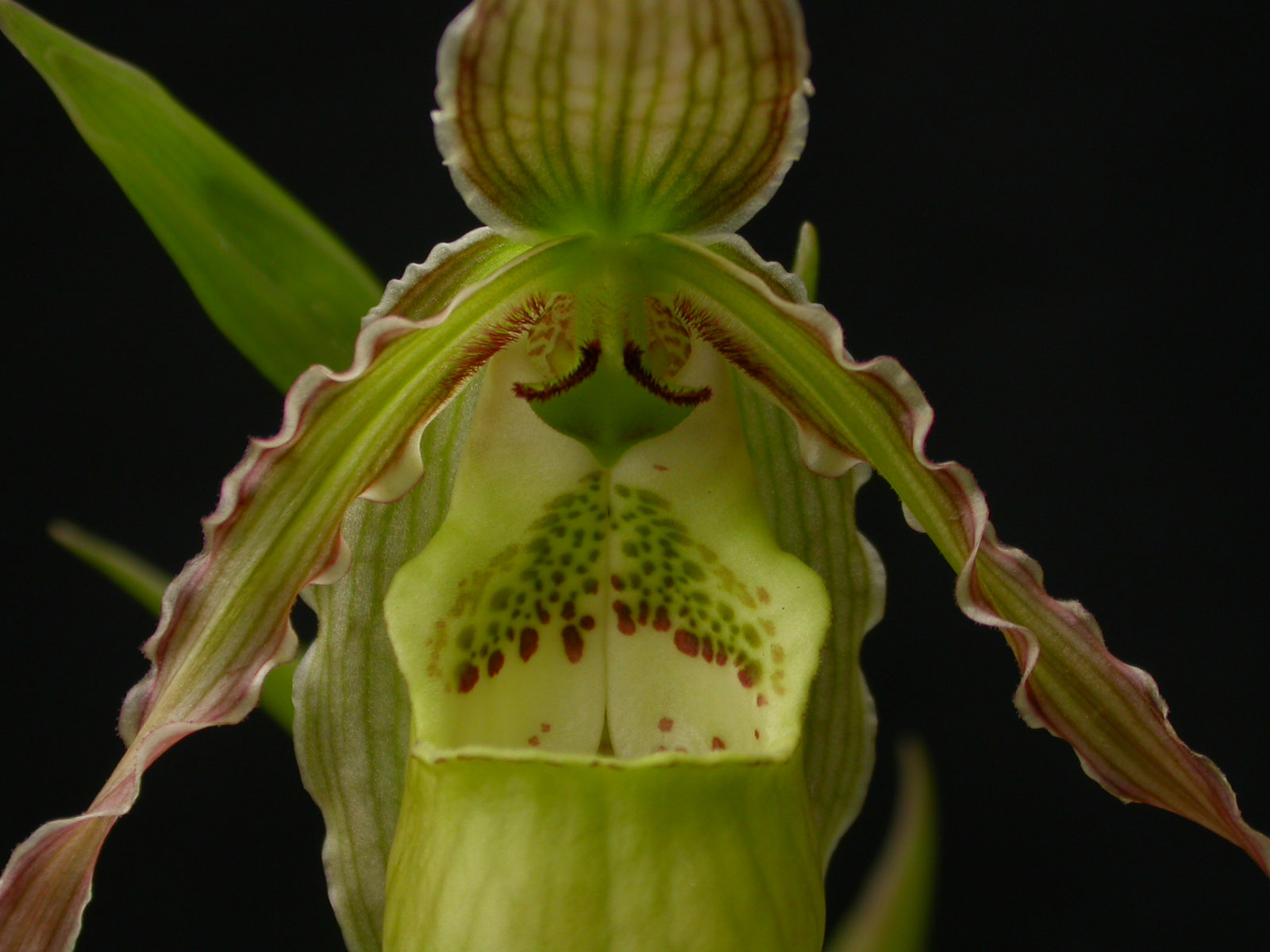